# جان ئی. میلر
جان ئی. میلر (به انگلیسی: John E. Miller) سناتور سابق عضو حزب دموکرات ایالات متحده آمریکا بود. وی در سال ۱۹۳۷ تا ۱۹۴۱ میلادی سناتور ایالت آرکانزاس در سنای ایالات متحده آمریکا بود.